# Togianbuulbuul
De togianbuulbuul (Hypsipetes aureus synoniem: Thapsinillas aureus) is een zangvogel uit de familie Pycnonotidae (buulbuuls). De vogel werd in 1872 geldig beschreven door de Britse natuuronderzoeker Arthur Hay.

## Kenmerken
De vogel is 21 tot 22 cm lang. De soort behoort tot een soortencomplex waartoe ook H. affinis, H. platenae, H. longirostris, H. harterti, H. longirostris, H. chloris en H. lucasi behoren. Dit zijn van boven olijfgroen gekleurde buulbuuls met een gele borst en buik. Deze soort is gemiddeld kleiner en het meest uitgesproken (goud)geel van onder.

## Verspreiding en leefgebied
De Togianbuulbuul is endemisch op de Togian-eilanden (oostelijk van Sulawesi). De leefgebieden liggen in natuurlijk tropisch bos in laagland en tot op 400 meter boven zeeniveau. De vogel wordt ook aangetroffen in bosjes in agrarisch gebied, grote tuinen en secundair bos.

## Status
De grootte van de populatie is niet gekwantificeerd maar de soort wordt omschreven als vrij algemeen. Op de Rode lijst van de IUCN heeft deze soort de status niet bedreigd.